# Barticești, Neamț
Barticești este un sat în comuna Botești din județul Neamț, Moldova, România.

## Poziție geografică
Localitatea este situată pe drumul european E85 la aproximativ 20 km. de municipiul Roman și la 350 km de București. Satul Barticești este situat în nord-vestul Podișului Moldovei, în partea de nord-est a județului Neamț, pe cursul inferior al râului Moldova. Se află la hotarul cu județul Iași, învecinându-se cu comuna Hălăucești, la est, iar la sud-est cu satul Mircești.

## Demografie
În localitate, locuitorii sunt catolici în proproție de 99,98%.

## Clădiri
Satul are o biserică catolică și o casă de maici catolice din congregația „Slujitoarele iubirii milostive” ce deservesc un spital construit între anii 1991-1995 de către Episcopia Romano-Catolică de Iași, având personal medical care provine din Centrul Universitar Iași precum și din spitalele județului Neamț. De asemenea, în sat funcționează și o școală care a fost modernizată și unde învață copii și din sate învecinate

## Personalități
- Pr. Prof. Dr. Petru Tocănel (n. 3 noiembrie 1911 – d. 1 decembrie 1992) - Preot - călugăr franciscan conventual, asistent general al acestui ordin, profesor universitar de drept și de teologie la Vatican, avocat al Tribunalului colegial al Scaunului Apostolic Rota Romana, judecător prosinodal în cadrul Congregației pentru Doctrina Credinței, consultor și comisar deputat în Curia Romană, votant al Tribunalului suprem al Signaturii Apostolice și cercetător în domeniul științelor juridice și al istoriei Bisericii Catolice.